# Лавриновский, Николай Николаевич
Никола́й Никола́евич Лаврино́вский (18 января 1875, имение Стремутка, Псковская губерния — 24 мая 1930, Рига, Латвия) — русский государственный и политический деятель, член Государственной думы, сенатор.

## Биография
Православный. Из дворян Псковской губернии. Сын Николая Павловича Лавриновского (1845—после 1918) и Анны Константиновны Газенвинкель (1855—после 1918).
Окончил Орловский Бахтина кадетский корпус и Николаевское кавалерийское училище по 1-му разряду (1893), откуда был выпущен корнетом в лейб-гвардии Кирасирский Её величества полк. Четыре года спустя перешёл на гражданскую службу — в главное управление уделов, где служил до 1904 года. Затем поселился в псковском имении, в 1904—1907 был земским начальником 1-го участка Псковской губернии. В 1907 был избран Псковским уездным предводителем дворянства.
В октябре 1907 года был избран членом Государственной думы от Псковской губернии, входил в русскую национальную фракцию, был членом продовольственной и земельной комиссий. Также был членом Главного совета Всероссийского национального союза.
В мае 1911 сложил депутатский мандат и перешёл на службу в Министерство внутренних дел.
Гражданские чины: надворный советник (1911), коллежский советник (1912), статский советник (1912?), гофмейстер (1913), действительный статский советник (1915), тайный советник (1917).
Служил вице-губернатором Воронежской (1911—1912) и Могилевской (1912—1913) губерний, губернатором Таврической (1913—1914), Черниговской (1914—1916) и Лифляндской (1916—1917) губерний.
8 февраля 1917 года назначен сенатором по департаменту герольдии с производством в тайные советники. После Февральской революции был уволен указом Временного правительства согласно прошению по болезни.
Во время Гражданской войны участвовал в Белом движении: вёл переговоры с киевскими монархистами по вопросу организации монархического съезда в Пскове, входил в Совет обороны Северо-Западной области, затем состоял при штабе Северо-3ападной армии.
В 1922 году эмигрировал в Латвию, поселился в Риге и получил латвийское гражданство. Служил в кинематографической конторе, в центральной Рижской конторе акционерного трамвайного общества, был контролером в Аугсбургском пароходстве. Состоял членом объединения лейб-гвардии Кирасирского Её Величества полка.
Умер в 1930 году в Риге, похоронен на Покровском кладбище.

## Семья
Первым браком (до 1910) был женат на Елизавете Николаевне Уваровой. Их дети:
- Елизавета (1899—?)
- Надежда
- Варвара

В 1912 женился на Марии Сергеевне Голиковой (1890, Москва — 1986, Си-Клифф, США), дочери воронежского губернатора Голикова. Дочь от этого брака:
- Екатерина (1915—?), в замужестве Квартирова.